# Büste eines jungen Mannes
Die Büste eines jungen Mannes ist ein Ölgemälde eines unbekannten Nachfolgers des niederländischen Malers Rembrandt van Rijn, das im frühen 20. Jahrhunderts als authentisches Selbstporträt angesehen wurde. Das schlecht erhaltene Bild ist als Hochformat auf Eichenholz ausgeführt und wurde zu einem unbestimmten Zeitpunkt zwischen 1625 und 1765 gemalt. Das Porträt ist wahrscheinlich die Kopie eines verschollenen Prototyps, der im 18. Jahrhundert als Werk Rembrandts galt, aber nicht notwendigerweise von ihm stammte.

## Beschreibung
Das Gemälde zeigt das Brustbild eines dreiviertel nach links gewandten jungen Mannes mit Gesichtszügen, die denen des jungen Rembrandt ähneln. Der Mann hat seinen Kopf zum Betrachter gedreht und schaut ihn an. Er trägt mittellange, nach hinten fallende Haare, einen schmalen Oberlippenbart und einen dünnen Kinnbart. Er ist mit einem dunkelbraunen Wams mit rundem Kragen bekleidet, am Hals tritt darunter ein helles Hemd hervor. Über dem Wams scheint er einen Harnisch zu tragen, dessen Brustpanzer eine Reihe von fast rechteckigen Aufsätzen und dessen Schulterstück eine Reihe von Nieten aufweist. Um den Hals trägt er eine goldene Kette mit einem unregelmäßig geformten Anhänger. Der Hintergrund des Gemäldes ist in neutralem Grau gehalten, er scheint eine Mauer darzustellen. Das Licht fällt von oben links auf den Mann, so dass es seine rechte Gesichtshälfte stärker als die linke ausleuchtet. Es ist keine Signatur oder Datierung vorhanden.
Das Porträt hat das Format 20 × 17 cm und ist mit Ölfarbe auf waagerecht gemasertes Holz gemalt, wahrscheinlich Eichenholz. Die Tafel besteht aus einem durchgehenden Brett, das auf ein zweites, ebenfalls waagerecht gemasertes und rückseitig lackiertes Brett geleimt wurde. Der ungewöhnlich beschaffene Untergrund, mit der Maserung in Richtung der Schmalseite, spricht gegen eine Herkunft aus Rembrandts Umkreis. Die Grundierung ist nicht klar erkennbar, sie ist wahrscheinlich hellbraun.
Das Gemälde hat durch das Abblättern der Farbschicht starken Schaden genommen. Über weite Teile der Oberfläche befinden sich horizontale Streifen mit Farbverlusten und Ausbesserungen. Die Nase und die Augen sind daher jüngeren Datums. Am Arm, der Schulter und im Haar befindet sich feines Krakelee.

## Hintergrund
Von Rembrandt sind außerordentlich viele Selbstporträts überliefert, die er während seiner gesamten künstlerischen Tätigkeit malte, zeichnete oder radierte. Dazu gehören zahlreiche Selbstporträts, die er in Werken wie Historiengemälden als Nebenfiguren unterbrachte. Insbesondere am Beginn seines Künstlerlebens malte Rembrandt sich in Posen, die starke Emotionen erkennen lassen. Damit wollte er die Darstellung von Gefühlsregungen für die von ihm bevorzugten Historiengemälde üben. Man geht davon aus, dass von Rembrandts kleinformatigen Selbstporträts viele Kopien durch seine Schüler angefertigt wurden, die an Besucher der Werkstatt verkauft wurden.

Authentische frühe Selbstporträts Rembrandts
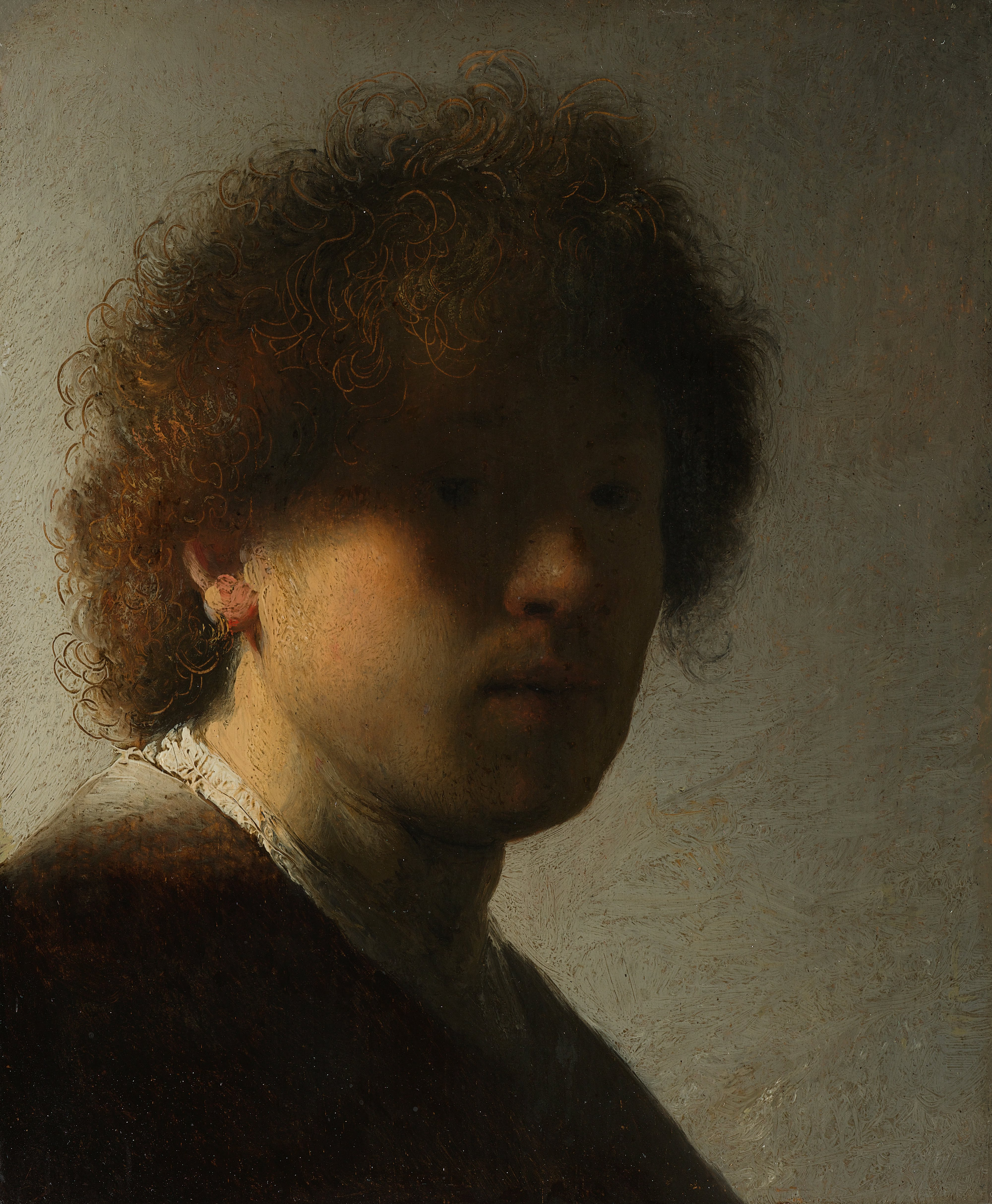
Selbstporträt als junger Mann, 1628, Öl auf Holz, 22,5 × 18,6 cm, Rijksmuseum Amsterdam
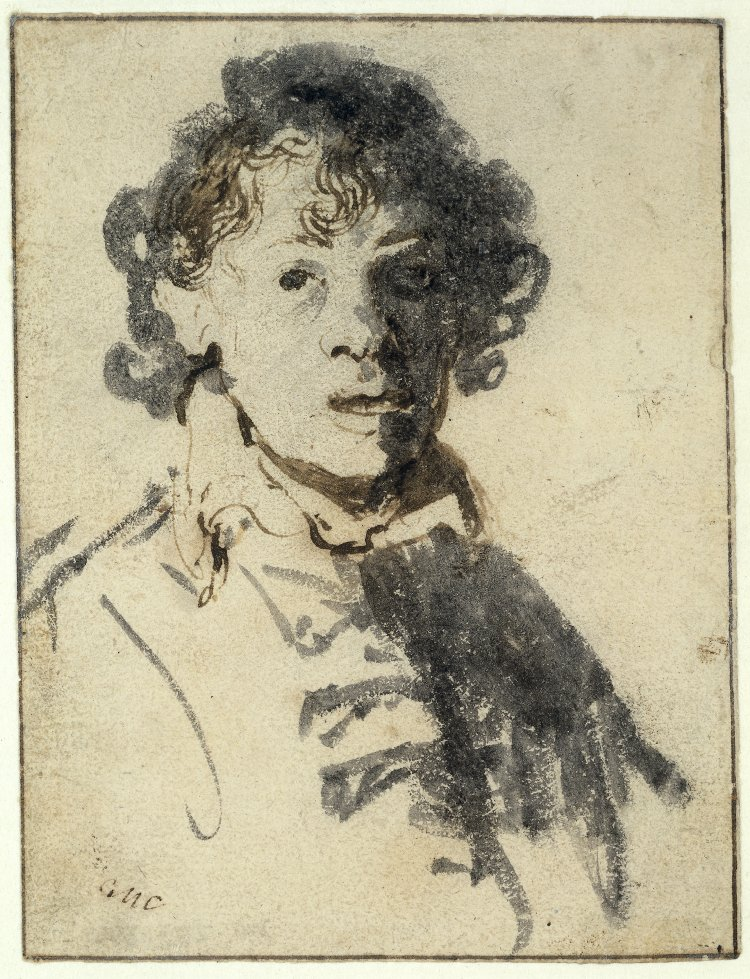
Selbstporträt mit offenem Mund, Rembrandt van Rijn, 1628 bis 1629, Zeichnung, 12,7 × 9,5 cm, British Museum, London
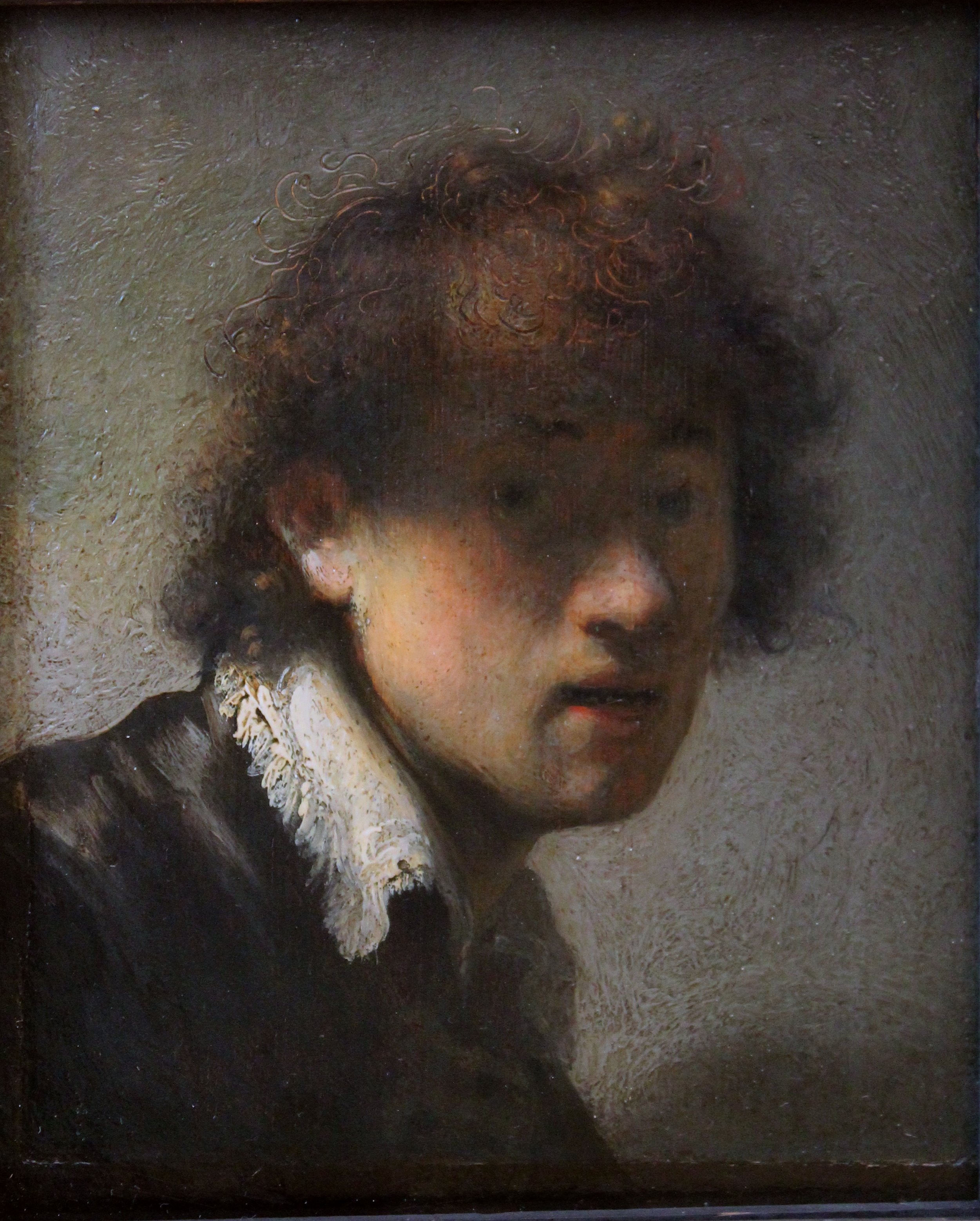
Jugendliches Selbstbildnis, 1629, Öl auf Holz, 15,5 × 12,7 cm, Alte Pinakothek, München
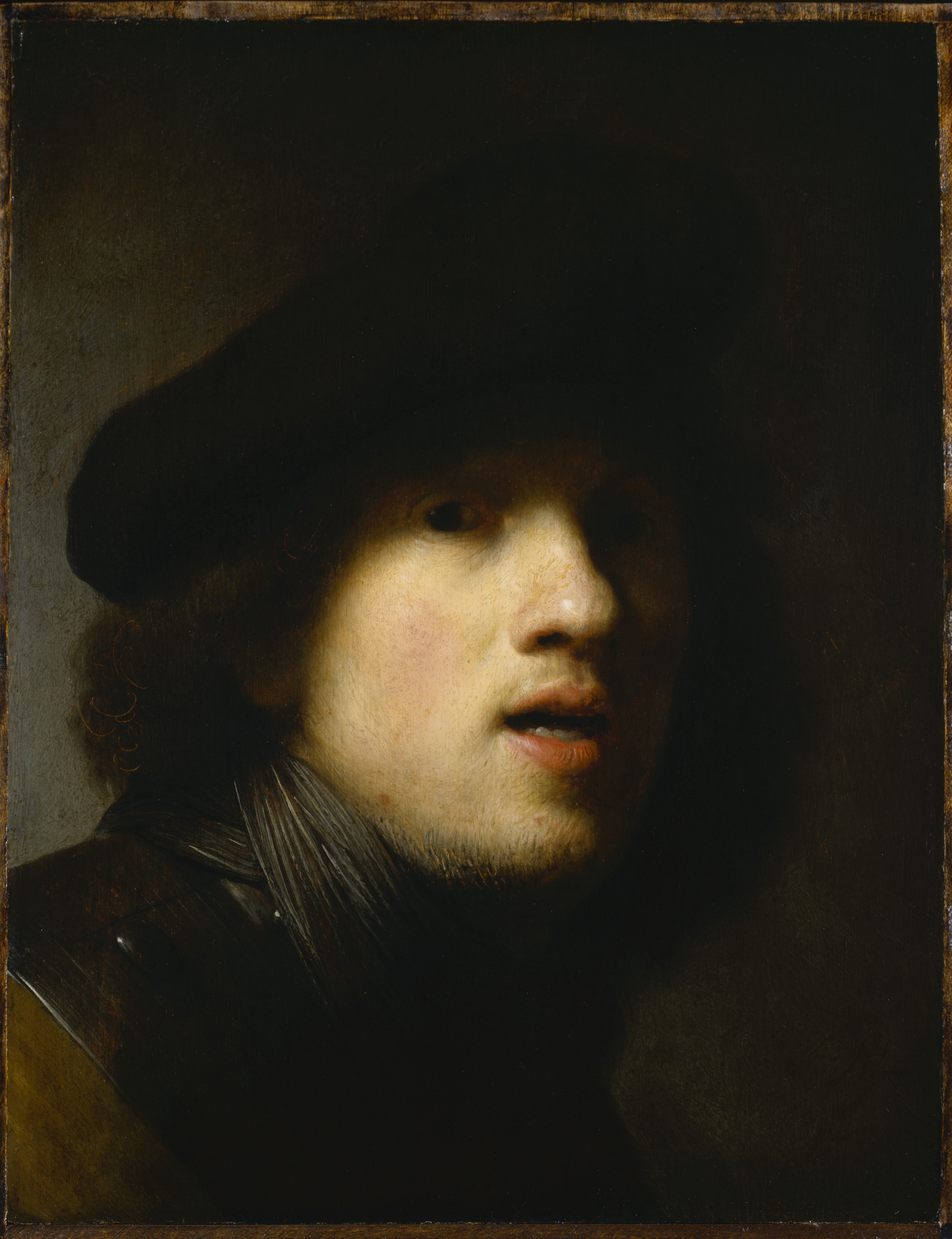
Selbstporträt mit Barett, ca. 1629, Öl auf Eichenholz, 42,8 × 33 cm, Indianapolis Museum of Art
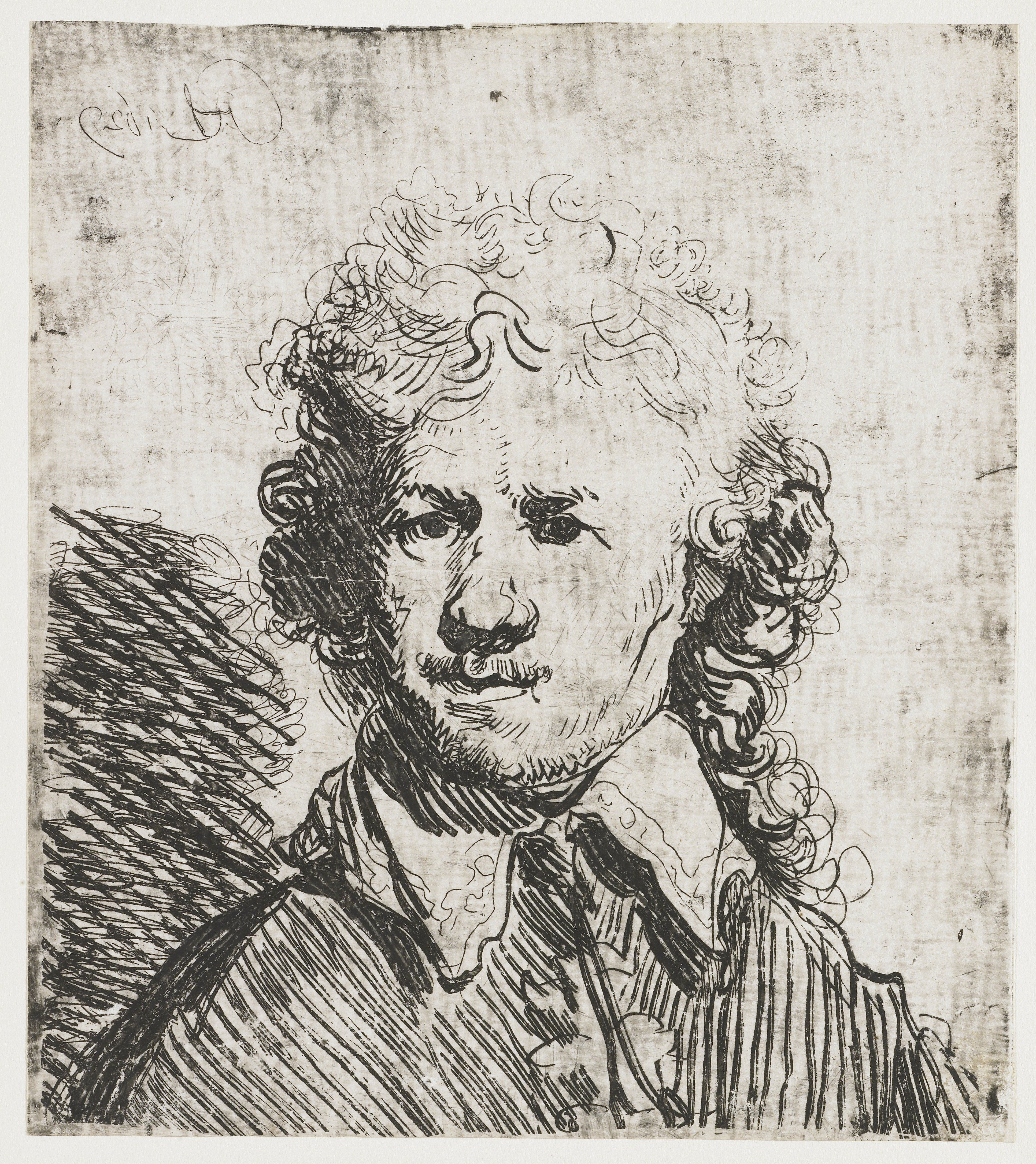
Selbstbildnis Rembrandts, 1629, Radierung, 17,4 × 15,4 cm, Rijksprentenkabinet, Amsterdam
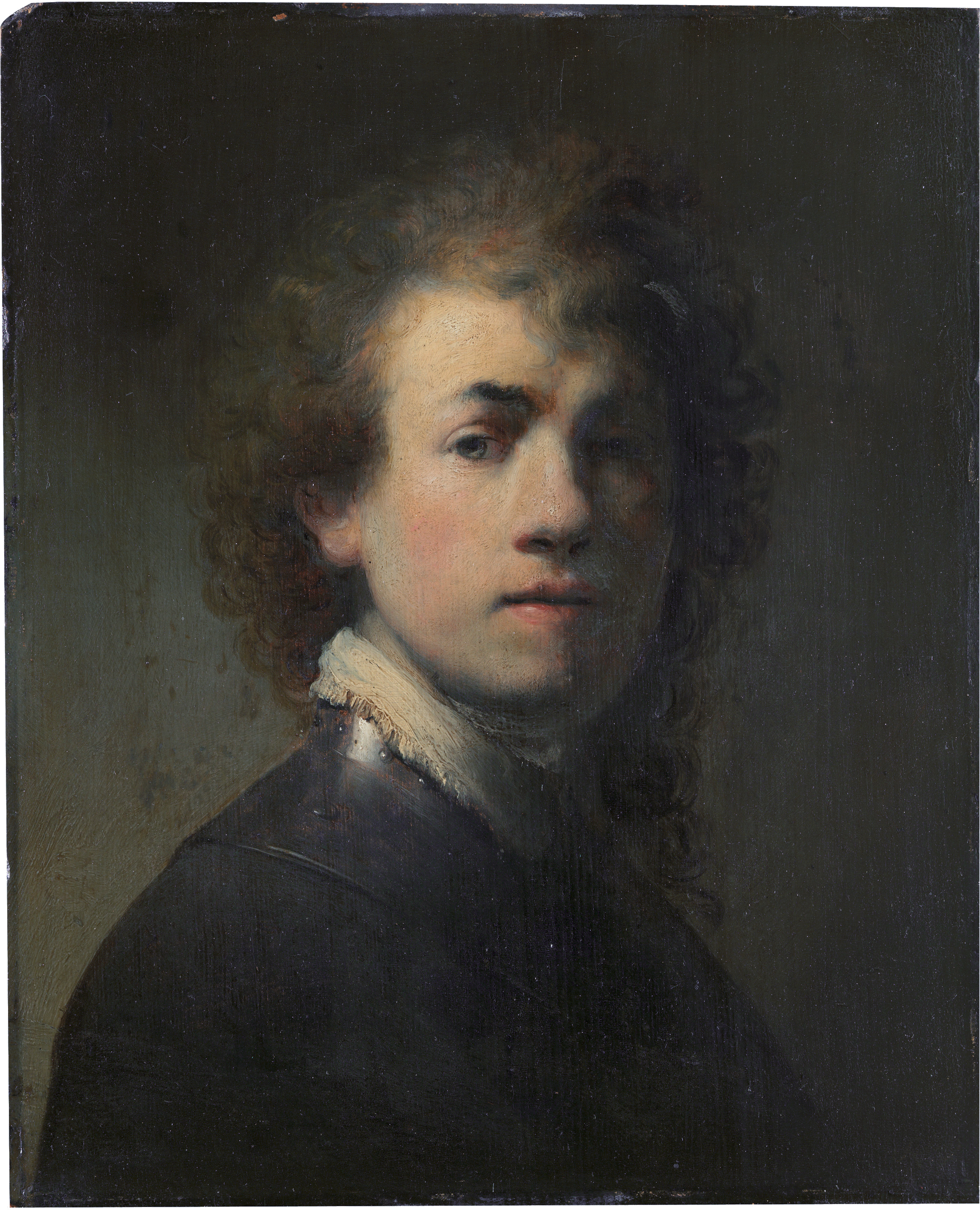
Selbstbildnis mit Halsberge, ca. 1629, Öl auf Eichenholz, 38,2 × 31,0 cm, Germanisches Nationalmuseum, Nürnberg

## Rezeption
Der englische Kunsthändler John Smith erwähnte bereits 1836 in seinem Catalogue raisonné der wichtigsten holländischen, flämischen und französischen Maler die Drucke von Worlidge und Martin. Dabei gab er an, dass sie nach einem Bild im Besitz des Duke of Argyll angefertigt worden sind. Cornelis Hofstede de Groot führte das Gemälde in seinem 1915 erschienenen Werkverzeichnis als Selbstbildnis in jugendlichem Alter mit der Nummer 591 als authentisch auf. Wilhelm Reinhold Valentiner nahm 1923 in der zweiten Auflage seiner Monografie über neu entdeckte Gemälde von Rembrandt eine Datierung auf etwa 1629 vor, der spätere Autoren folgten. Auch Abraham Bredius akzeptierte es mit der Nummer 13 als authentisches Selbstporträt und gab an, dass das Bild mit Hofstede de Groots Nummern 591, 486 und 601 identisch sei. Kurt Bauch gab dem Gemälde 1966 die Nummer 296. Horst Gerson behielt in seiner Überarbeitung des Bredius-Katalogs die Nummer 13 bei, verwarf aber die Datierung auf 1629. In späteren Werkverzeichnissen Rembrandts wurde das Porträt nicht mehr berücksichtigt.
Die Mitglieder des Rembrandt Research Project beschrieben das Porträt 1982 im ersten Band ihres Corpus of Rembrandt Paintings als ein sehr schlecht erhaltenes Gemälde, das weder von Rembrandt noch aus seinem engeren Umkreis stammen könne. Dagegen sprachen eine Vielzahl von Gründen, namentlich die ungewöhnliche Konstrukltion der Holztafel und die grobe Handhabung von Farbe und Form. Mit dem übertriebenen Haarschopf und dem dünnen Bartwuchs lässt sich die Darstellung nicht in die zweifelsfrei authentischen frühen Selbstporträts Rembrandts einreihen. Eine Goldkette wie eine Halsberge sind häufig von Rembrandt abgebildetes Accessoire, aber niemals hat er eine Goldkette über einer Halsberge gemalt.

## Provenienz
1836 befand sich das Gemälde den Angaben John Smith’ und Cornelis Hofstede de Groots zufolge im Besitz des Duke of Argyll. Das Rembrandt Research Project weist die Feststellung zurück, es handele sich um das Gemälde des Duke of Argyll. Dieses sei bereits im 18. und 19. Jahrhunderts veräußert worden und nicht mit der Büste eines jungen Mannes identisch.
1935 gab Bredius als Besitzer Onnes van Nijenrode aus Breukelen an. Dabei handelte es sich um Michiel Onnes, einen im Kaffehandel zu Reichtum gelangten niederländischen Kaufmann, der 1907 das Schloss Nijenrode bei Breukelen gekauft hatte und sich seither Michiel Onnes van Nijenrode nannte. 1923 befand sich das Gemälde Valentiner zufolge bereits in der Kunstsammlung von Anton Frederik Philips, dem Mitinhaber des Unternehmens Philips. Die 1935 von Bredius gemachte Angabe, das Bild sei im Besitz von Onnes, war nicht mehr aktuell. 1970 gehörte es zur Kunstsammlung der Erbengemeinschaft von Philips’ Witwe Anna Philips-de Jongh. Sein gegenwärtiger Besitzer ist nicht bekannt.

## Kopien

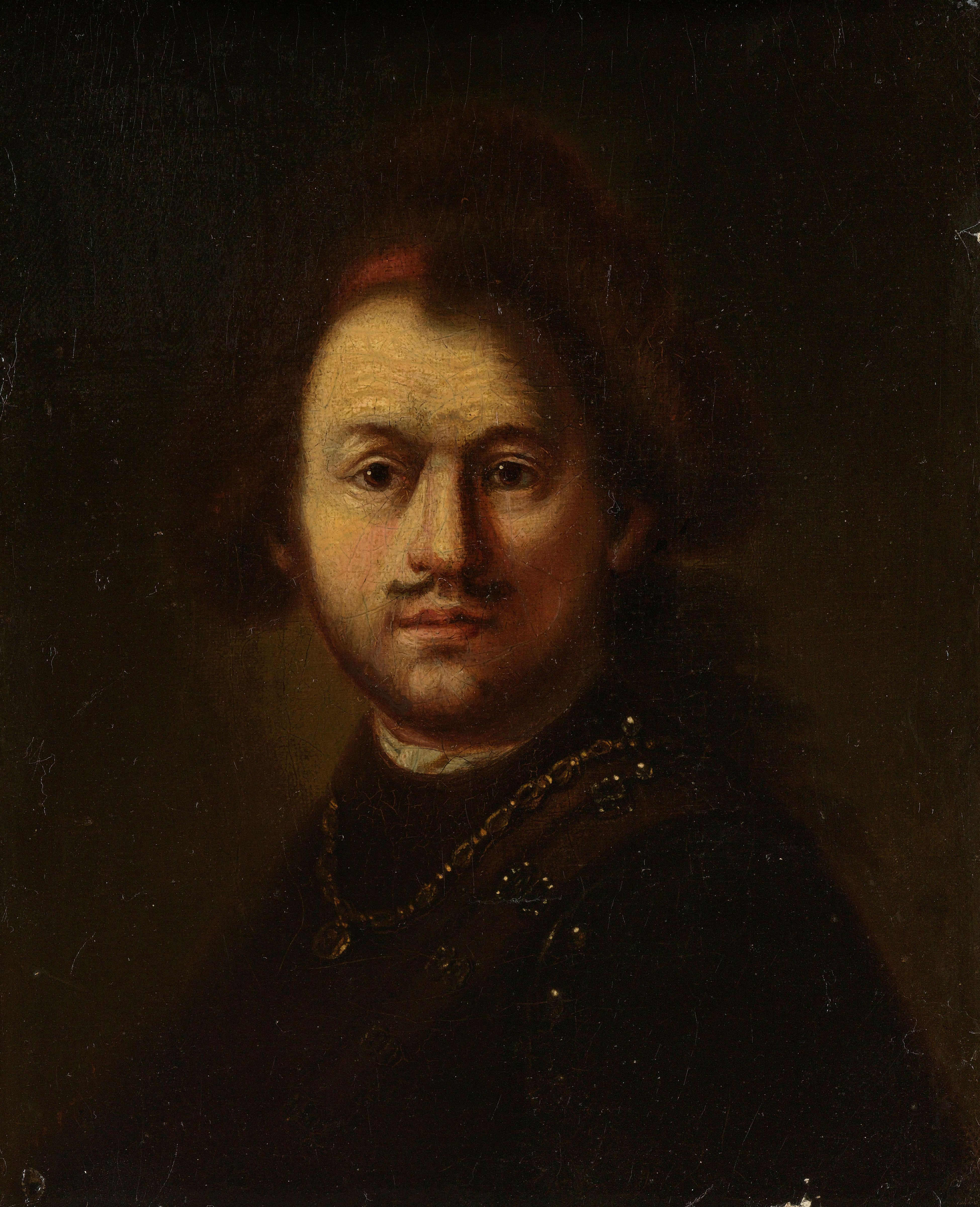
Porträt von Rembrandt Harmensz. van Rijn, unbekannter Nachfolger, 1640 bis 1800, Öl auf Leinwand, 21 × 17 cm, Rijksmuseum Amsterdam

### Gemälde
Am 11. bis 13. Dezember 1923 wurde in Amsterdam eine Kopie des Gemäldes versteigert. Das Ölgemälde auf Leinwand im Format 61 mal 47,5 Zentimeter ähnelte in den Grundzügen dem Stich von Worlidge, mit Ausnahme des ebenso grob wie auf dem Gemälde dargestellten Harnischs. Daher erscheint es ausgeschlossen, dass es sich bei diesem Gemälde um den verschollenen Prototyp handelt. 1938 befand sich das Gemälde in der Sammlung der Gebrüder Evers in Antwerpen. Der Verbleib dieser Kopie ist ungeklärt.
Das Rijksmuseum Amsterdam erhielt im März 1940 eine Schenkung von 84 Objekten aus dem Besitz des im Vorjahr verstorbenen Dominicus Antonius Josephus Kessler und seiner Ehefrau A. C. M. H. Kessler-Hülsmann aus Kapelle-op-den-Bos bei Mechelen. Dazu gehörte ein Ölgemälde auf Leinwand im Format 21 mal 17 Zentimeter, über dessen Provenienz nicht mehr bekannt ist. Das Rijksmuseum datiert das Porträt auf 1640 bis 1800.

### Drucke
Zwischen 1741 und 1763 veröffentlichte der englische Maler und Graveur Thomas Worlidge einen Stich im Format 21,3 mal 16,1 Zentimeter. Das Bild zeigt das Gemälde spiegelverkehrt, mit dem nach rechts gewandten Rembrandt. Die Bildunterschrift lautet Rembrandts Selbstporträt. Kopiert nach dem Originalgemälde das sich jetzt in der Sammlung seiner Gnaden, dem Herzog von Argyll befindet (englisch Rembrandt's head by himself. Copyed from the Original Painting now in the Collection of his Grace the Duke of Argyle. by Thos. Worlidge Painter in Bath). Die Darstellung weicht im Wesentlichen durch den vergleichsweise langgestreckten Kopf von dem Gemälde ab. Außerdem zeigt Worlidge einen runden statt eines unregelmäßig geformten Anhängers an der Kette, und der Harnisch ist detaillierter ausgearbeitet. Im Katalog der Drucke Worlidges, die 1767 von seiner Witwe zum Kauf angeboten wurden, hatte der Druck die Nummer 7, 39, 72 oder 111.
Der schottische Maler und Grafiker David Martin fertigte 1765 ein Mezzotinto mit dem Titel Rembrandt, das ebenfalls das Gemälde spiegelverkehrt wiedergibt. Zudem sind die Augen unnatürlich weit aufgerissen und der Kopf leicht nach hinten gekippt, so dass das Bild einen völlig anderen Eindruck macht. Links unten trägt es die Inschrift Ipse pinxt, rechts unten D. Martin fect. 1765.

## Verschollener Prototyp
Basierend auf den Unterschieden des Gemäldes und seiner gemalten oder gedruckten Kopien nehmen die Mitglieder des Rembrandt Research Project an, dass alle erhaltenen Ausführungen auf einen heute verschollenen Prototypen zurückgehen. Der Prototyp wurde im 18. Jahrhundert Rembrandt zugeschrieben, dieser kann aber aufgrund der stilistischen Mängel wahrscheinlich als Urheber ausgeschlossen werden.
Im 18. Jahrhundert wurde in Den Haag zwei Mal ein Gemälde beschrieben, bei dem es sich um den verschollenen Prototypen handeln könnte. Ab dem 23. Juli 1743 wurde der Nachlass von Seger Tierens versteigert. Als Los 229 wurde ein Gemälde Rembrandts ausgerufen. Das Porträt im Harnisch (französisch Un Portrait en Cuirasse) wurde mit einem Format von etwa 62,5 mal 44,5 Zentimeter beschrieben und erlöste 40 Gulden und 5 Stüber. Am 13. August 1764 wurden der Nachlass von Benjamin da Costa versteigert. Ein Soldat im Harnisch (niederländisch Een Krygsman in 't Harnas) 62,5 mal 50 Zentimeter wurde für 60 Gulden an 